# Polica, Naklo
Polica este o localitate din comuna Naklo, Slovenia, cu o populație de 84 de locuitori.